# Departamento Belgrano (San Luis)
Das Departamento Belgrano liegt im Westen der Provinz San Luis im westlichen Zentrum Argentiniens und ist eine von 9 Verwaltungseinheiten der Provinz.
Es grenzt im Norden an das Departamento Ayacucho, im Osten an das Departamento Coronel Pringles, im Süden an das Departamento Juan Martín de Pueyrredón und im Westen an die Provinz Mendoza.
Die Hauptstadt des Departamento Belgrano ist Villa General Roca.